# Death or Glory (àlbum)
|  | Aquest article tracta sobre el disc de Running Wild. Vegeu-ne altres significats a «Death or Glory». |

Death or Glory és un àlbum de heavy metal del grup alemany Running Wild. És un dels seus majors èxit, hi contenen els favorits de concerts de «Riding the Storm» i «Bad to the Bone». La cançó final, «March On», no es va posar al vinil per excedir amb el temps.
La versió remasteritzada del disc del 1991 inclou també l'EP Wild Animal, a part de tenir un diferent ordre de cançons de l'original.

## Cançons
1. «Riding the Storm» (R. Kasparek) – 6:28
2. «Renegade» (R. Kasparek/I. Finlay) – 4:29
3. «Evilution» (R. Kasparek/J. Becker/I. Finlay) – 4:43
4. «Running Blood» (R. Kasparek) – 4:29
5. «Highland Glory (The Eternal Fight)» (J. Becker/I. Finlay) – 4:51
6. «Marooned» (R. Kasparek/I. Finlay) – 5:12
7. «Bad to the Bone» (R. Kasparek/I. Finlay) – 4:46
8. «Tortuga Bay» (R. Kasparek/I. Finlay) – 3:16
9. «Death or Glory» (M. Moti/I. Finlay) – 3:56
10. «Battle of Waterloo» (R. Kasparek) – 7:48
11. «March On» (M. Moti) – 4:15
12. «Wild Animal» (R. Kasparek) – 4:11
13. «Tear Down the Walls» (R. Kasparek/M. Moti) – 4:17
14. «Störtebeker» (M. Moti/R. Kasparek) – 4:04
15. «Chains and Leather» (R. Kasparek) – 5:45 Nova versió per Branded and Exiled